# Tarache idella
Tarache idella là một loài bướm đêm thuộc họ Noctuidae. Nó được tìm thấy ở Arizona và Texas.
Sải cánh dài 24–27 mm. Adults are on vào tháng 9.